# أرتو سآري
أرتو سآري (Arto Saari؛ سينايوكي، 9 نوفمبر 1981) متزلج محترف. يعيش في هونتينغتون بيتش، أورانج، كاليفورنيا. اختير سنة 2001 «متزلج العام» من قبل مجلة تراشر. مشهور بأسلوب تزلجه الكبير والعدواني بحركة "" lipslides وهي من الحيل المفضلة لديه.